# Sepsis sepsi
Sepsis sepsi är en tvåvingeart som beskrevs av Ozerov 2003. Sepsis sepsi ingår i släktet Sepsis och familjen svängflugor. Inga underarter finns listade i Catalogue of Life.